# Elecciones municipales de 2011 en Zaragoza
Las elecciones municipales de 2011 se celebraron en Zaragoza el domingo 22 de mayo, de acuerdo con el Real Decreto de convocatoria de elecciones locales en España dispuesto el 28 de marzo de 2011 y publicado en el Boletín Oficial del Estado el día 29 de marzo. Se eligieron los 31 concejales del pleno del Ayuntamiento de Zaragoza mediante un sistema proporcional (método d'Hondt) con listas cerradas y un umbral electoral del 5 %.

## Resultados
Solo cuatro listas obtuvieron representación. La candidatura del Partido Popular obtuvo el mayor número de votos y una mayoría simple de 15 concejales. La candidatura del Partido Socialista Obrero Español, obtuvo 10 concejales, mientras que las candidaturas de Chunta Aragonesista e Izquierda Unida de Aragón obtuvieron 3 escaños cada una. Los resultados completos se detallan a continuación:
| Candidatura                                           | Candidatura                                           | Votos   | %                               | Concejales                      |
| ----------------------------------------------------- | ----------------------------------------------------- | ------- | ------------------------------- | ------------------------------- |
|                                                       | Partido Popular (PP)                                  | 131 350 | 41,26                           | 15                              |
|                                                       | Partido Socialista Obrero Español (PSOE)              | 86 395  | 27,14                           | 10                              |
|                                                       | Chunta Aragonesista (CHA)                             | 29 402  | 9,24                            | 3                               |
|                                                       | Izquierda Unida de Aragón (IU)                        | 25 197  | 7,92                            | 3                               |
| Partido Aragonés (PAR)                                | Partido Aragonés (PAR)                                | 14 455  | 4,54                            | 0                               |
| Unión Progreso y Democracia (UPyD)                    | Unión Progreso y Democracia (UPyD)                    | 11 401  | 3,58                            | 0                               |
| Verdes-Ecolo Verdes (Ecolo-Verdes)                    | Verdes-Ecolo Verdes (Ecolo-Verdes)                    | 1577    | 0,50                            | 0                               |
| Los Verdes-Grupo Verde (LV-GV)                        | Los Verdes-Grupo Verde (LV-GV)                        | 1505    | 0,47                            | 0                               |
| Compromiso con Aragón (Compromiso con Aragón)         | Compromiso con Aragón (Compromiso con Aragón)         | 1058    | 0,33                            | 0                               |
| Partido Antitaurino Contra el Maltrato Animal (PACMA) | Partido Antitaurino Contra el Maltrato Animal (PACMA) | 1051    | 0,33                            | 0                               |
| Por Un Mundo Más Justo (PUM+J)                        | Por Un Mundo Más Justo (PUM+J)                        | 587     | 0,18                            | 0                               |
| Tierra Aragonesa (TA)                                 | Tierra Aragonesa (TA)                                 | 499     | 0,16                            | 0                               |
| Federación de los Independientes de Aragón (FIA)      | Federación de los Independientes de Aragón (FIA)      | 466     | 0,15                            | 0                               |
| Partido Ciudadanos Unidos de Aragón (pCUA)            | Partido Ciudadanos Unidos de Aragón (pCUA)            | 465     | 0,15                            | 0                               |
| Partido Comunista de los Pueblos de España (PCPE)     | Partido Comunista de los Pueblos de España (PCPE)     | 384     | 0,12                            | 0                               |
| Familia y Vida (PFyV)                                 | Familia y Vida (PFyV)                                 | 301     | 0,09                            | 0                               |
| Partido Humanista (PH)                                | Partido Humanista (PH)                                | 271     | 0,09                            | 0                               |
| Alternativa Española (AES)                            | Alternativa Española (AES)                            | 235     | 0,07                            | 0                               |
| Centro Democrático Liberal (CDL)                      | Centro Democrático Liberal (CDL)                      | 178     | 0,06                            | 0                               |
| La Voz Independiente de Aragón (L'VIA)                | La Voz Independiente de Aragón (L'VIA)                | 158     | 0,05                            | 0                               |
| Votos en blanco                                       | Votos en blanco                                       | 11 380  | 3,18                            | n/a                             |
| Votos válidos                                         | Votos válidos                                         | 318 315 | 100,00                          | 31                              |
| Votos nulos                                           | Votos nulos                                           | 4768    | Participación: \| \| 65,13 % \| | Participación: \| \| 65,13 % \| |
| Votantes                                              | Votantes                                              | 323 083 | Participación: \| \| 65,13 % \| | Participación: \| \| 65,13 % \| |
| Electores                                             | Electores                                             | 496 062 | Participación: \| \| 65,13 % \| | Participación: \| \| 65,13 % \| |
|                                                       | 65,13 %                                               |         |                                 |                                 |

## Concejales electos
Relación de concejales proclamados electos:
| N.ª | Nombre                               | Lista | Lista |
| --- | ------------------------------------ | ----- | ----- |
| 1   | Eloy Vicente Suárez Lamata           |       | PP    |
| 2   | Juan Alberto Belloch Julbe           |       | PSOE  |
| 3   | Patricia María Cavero Moreno         |       | PP    |
| 4   | Fernando Ledesma Gelas               |       | PP    |
| 5   | Carlos Pérez Anadón                  |       | PSOE  |
| 6   | Elvira Esperanza Horno Octavio       |       | PP    |
| 7   | Juan Martín Expósito                 |       | CHA   |
| 8   | Fernando Gimeno Marín                |       | PSOE  |
| 9   | Jorge Antonio Azcón Navarro          |       | PP    |
| 10  | José Manuel Alonso Plaza             |       | IU    |
| 11  | María Jesús Martínez del Campo       |       | PP    |
| 12  | María Carmen Dueso Mateo             |       | PSOE  |
| 13  | Pedro Navarro López                  |       | PP    |
| 14  | María Dolores Ranera Gómez           |       | PSOE  |
| 15  | Sebastián Contín Trillo Figueroa     |       | PP    |
| 16  | Carmelo Javier Asensio Bueno         |       | CHA   |
| 17  | María de los Reyes Campillo Castells |       | PP    |
| 18  | Roberto Fernández García             |       | PSOE  |
| 19  | José Ignacio Senao Gómez             |       | PP    |
| 20  | Pablo Muñoz San Pío                  |       | IU    |
| 21  | María Isabel López González          |       | PSOE  |
| 22  | Luis Enrique Collados Mateo          |       | PP    |
| 23  | Paloma Espinosa Gabasa               |       | PP    |
| 24  | Laureano Garín Lanaspa               |       | PSOE  |
| 25  | Ángel Carlos Loren Villa             |       | PP    |
| 26  | Leticia Crespo Mir                   |       | CHA   |
| 27  | Jerónimo Blasco Jáuregui             |       | PSOE  |
| 28  | Gema Bes Pérez                       |       | PP    |
| 29  | Julio José Calvo Iglesias            |       | PP    |
| 30  | María Dolores Campos Palacio         |       | PSOE  |
| 31  | Raúl César Ariza Barra               |       | IU    |

## Acontecimientos posteriores
Juan Alberto Belloch, del PSOE, fue investido alcalde de Zaragoza en la sesión constitutiva de la nueva corporación celebrada el 11 de junio de 2011, al recibir la mayoría absoluta de votos de concejales del pleno (16 de 31).